# 岐阜県立斐太実業高等学校高山分校
岐阜県立斐太実業高等学校高山分校（ぎふけんりつひだじつぎょうこうとうがっこう　たかやまぶんこう）は、かつて岐阜県高山市にあった公立の高等学校の分校。

## 概要
- 岐阜県立斐太実業高等学校の昼間定時制の分校であった。岐阜県立の高等学校の分校であったが、設置者は高山市であった[1]。
- 校舎は旧・大野郡上枝村に存在したため、設置時は岐阜県立高山女子高等学校上枝分校と称した。

## 沿革
- 1948年（昭和23年）
  - 6月 - 高山市に岐阜県立高山女子高等学校上枝分校として開校。昼間定時制で農業科、被服科を設置。校舎は上枝小学校の校舎の一部を使用。
  - 9月 - 岐阜県立高山女子高等学校と岐阜県立斐太農林高等学校を統合し、岐阜県立高山高等学校が発足。同時に岐阜県立高山高等学校上枝分校に改称する。
- 1953年（昭和28年）4月 - 農業科、被服科を廃止。普通科を設置。
- 1957年（昭和32年）4月 - 高山地区の高校再編により、岐阜県立斐太実業高等学校が開校。上枝分校は高山高等学校から斐太実業高等学校に移管され、岐阜県立斐太実業高等学校高山分校に改称する。
- 1958年（昭和33年）3月 - 募集を停止する。
- 1961年（昭和36年）3月 - 廃校。廃校時の生徒数は9名。